# Holothuria sanctori
Holothuria sanctori (Delle Chiaje, 1823) è una specie del genere Holothuria della famiglia Holothuriidae.

## Habitat e distribuzione
Mar Mediterraneo, Oceano Atlantico orientale fino alle Isole Azorre e nel Mar Rosso.

## Descrizione
Endoscheletro calcareo (calcite ad alto contenuto di magnesio). Viene chiamato comunemente "Cetriolo di mare a punte scure" per la somiglianza che questo animale presenta all'aspetto con un cetriolo, e per avere sempre la papille scure.
Il corpo è cilindrico e sul dorso è ricoperto di papille coniche disposte irregolarmente. Questa specie si caratterizza per avere il corpo di colore bruno, spesso con macchie bianche tondeggianti alla base delle papille, ma sempre con le papille di colore bruno scuro. Raggiunge 20 cm circa di lunghezza massima.
Quando si sente minacciata, emette dei lunghi filamenti appiccicosi di colore bianco o roseo detti Tubi di Cuvier che sono presenti in molte specie appartenenti a questa famiglia.

## Alimentazione
Si alimenta ingerendo enormi quantità di sabbia e fango dalle quali trae il nutrimento.

## Specie affini
Nel Mediterraneo vivono altre sei specie di Holothuria: Holothuria tubulosa, Holothuria helleri, Holothuria impatiens, Holothuria mammata, Holothuria poli, Holothuria forskali.

## Collegamenti esterni

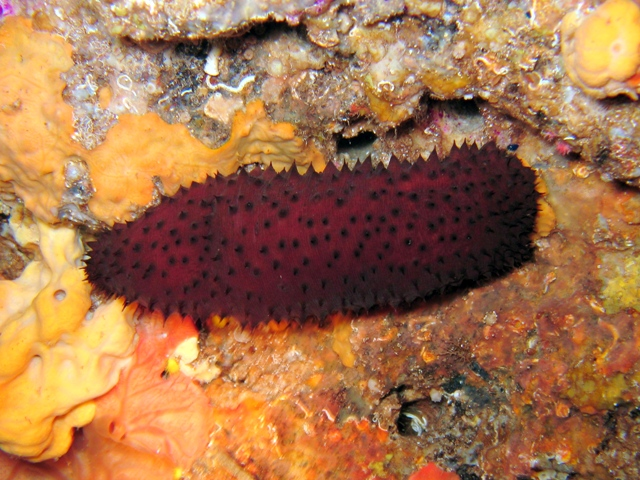
Esemplare con corpo totalmente bruno

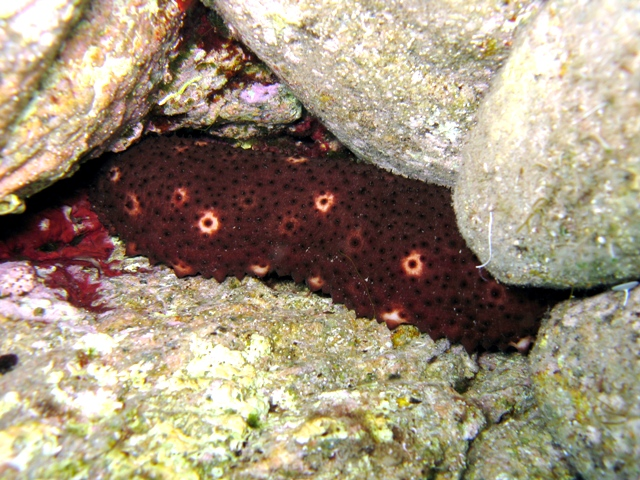
Esemplare con corpo bruno e poche macchie bianche